# Grzybowski Młyn
Grzybowski Młyn (dodatkowa nazwa w j. kaszub. Grzëbòwsczi Młin; niem. Ludwigsthal, do 1869 r. Grzybauer Mühle) – wieś kaszubska na Pojezierzu Kaszubskim w Polsce, położona w województwie pomorskim, w powiecie kościerskim, w gminie Kościerzyna.
Wieś na północnych obrzeżach Wdzydzkiego Parku Krajobrazowego nad rzeką Trzebiochą (dopływ Wdy), wchodzi w skład sołectwa Grzybowo. Znajduje się tu mała elektrownia wodna Grzybowski Młyn o mocy 15 kW. Miejscowość znajduje się na turystycznych szlakach Kamiennych Kręgów i Kaszubskim.
W latach 1975–1998 miejscowość administracyjnie należała do województwa gdańskiego.
Inne miejscowości z prefiksem Grzyb: Grzybowo, Grzybno, Grzybów, Grzybiny, Grzybki, Grzyb, Grzybnica, Grzybowa Góra, Grzybowce, Grzybowszczyzna.

## Z kart historii
W drugiej połowie XIX wieku wieś nosiła niemiecko brzmiącą nazwę Ludwigsthal, która to nazwa przypisana była również do Grzybowa. 

Przedwojenny dzierżawca młyna wodnego został zastrzelony przez Niemców we wrześniu 1939 r.